# Каза дельї Оменоні
Каза дельї Оменоні (італ. Casa degli Omenoni) — палацова споруда, котру вибудував для себе і своєї родини італійський скульптор доби маньєризму Леоне Леоні в місті Мілан.

## Історія
Назва палацу походить від слова «omenoni», на ломбардському діалекті «великі фігури».
Будинок палацового типу вибудував для себе в історичному центрі Мілана уславлений ломбардський скульптор Леоне Леоні. За припущеннями, він був і автором проекту. В споруді використані знахідки римської палацової архітектури 16 століття, перш за все архітектурні теми Мікеланджело Буонарроті.
Леоні, фінансово успішний митець, придбав тут земельну ділянку 1549 року.
Будівництво розпочали 1565 року. До створення архітектурного і скульптурного декору фасаду був запрошений італійський скульптор і медальєр Антоніо Абондіо. Саме він автор фігур атлантів на вуличному фасаді палацу.
Невисока первісно споруда мала на головному фасаді сім ділянок. Вісь симетрії проходила через головний портал палацу в центрі споруди. Бічні ділянки прикрашені вісьмома атлантами у вигляді бородатих варварів (перший поверх), карнизами і колонами (другий і третій). Між атлантами і колонами розташовані вікна. Пишний скульптурний і архітектурний декор споруди сприяє враженню напруги і тісніви, таких характерних для споруд доби маньєризму.

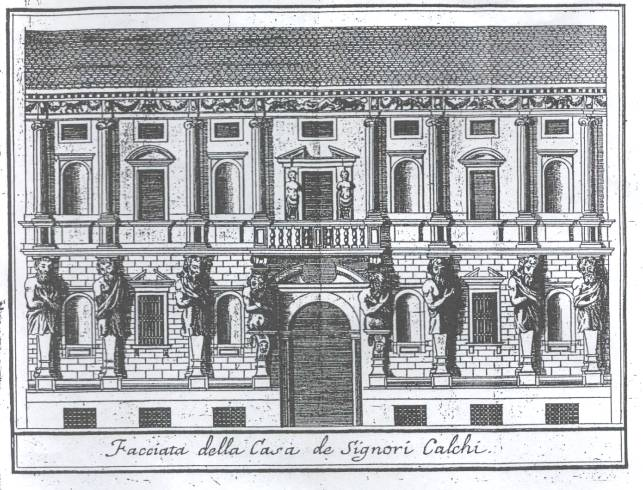
Каза дельї Оменоні, головний фасад.

Сам Леоне Леоні та його син Помпео Леоні були досить успішними митцями і колекціонерами, а також арт-ділерами. В палаці була зібрана рідкісна колекція творів мистецтва, де були антична скульптура, картини Тиціана та Корреджо, рукописи і малюнки Леонардо да Вінчі. Вважають, що родина Леоні володіла так званим Атлантичним кодексом, придбаним у Франческо Мельці. Твори мистецтва пізніше розійшлись музеями світу.
В 19 і в 20 століттях будинок був надбудований і втратив первісне розпланування. За довгу історію палац неодноразово переходив до різних володарів і по черзі належав відомим ломбардським родинам Бельджийозо, Поцци, Безана. В 20 столітті тут встигли розмістити осередок фашистської партії і навіть театр.